# Heřman Jakub Černín (1706–1784)
Heřman Jakub hrabě Černín z Chudenic (1. února 1706 Švihov – 15. listopadu 1784 Nebílovy) byl český šlechtic z rodu Černínů z Chudenic. Byl předposledním potomkem chudenické rodové větve. Vlastnil několik panství v západních Čechách poblíž Plzně (Šťáhlavy, Nebílovy, Radyně, Starý Plzenec). Proslul jako mecenáš katolické církve a k výstavbě sakrálních staveb na svých statcích angažoval významné barokní architekty (Dientzenhofer, Kaňka).

## Životopis

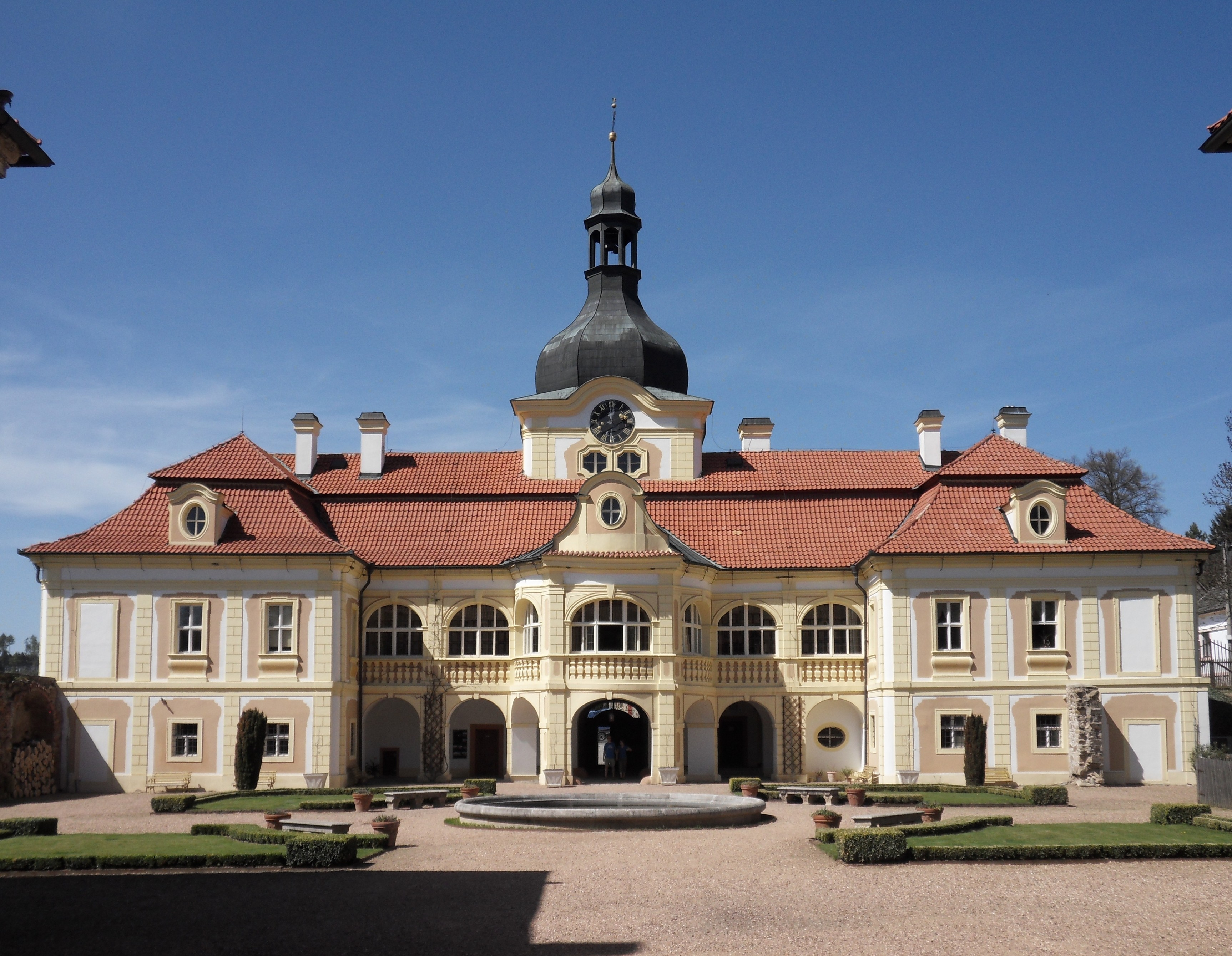
Zámek Nebílovy, majetek Heřmana Jakuba Černína od roku 1739

Pocházel ze starého českého šlechtického rodu Černínů z Chudenic, patřil k chudenické větvi, která v roce 1699 získala hraběcí titul. Narodil se na hradě Švihov jako nejmladší syn hejtmana Nového a Starého města pražského hraběte Jana Václava Černína (1667–1743) a jeho manželky Marie Terezie, rozené hraběnky Morzinové (1670–1713). Jeho kmotrem byl vzdálený příbuzný Heřman Jakub Černín (1659–1710) z nedrahovické větve, nejvyšší purkrabí Českého království. Jan Václav měl ještě dva starší syny, Františka Josefa a Františka Václava, kteří ale zemřeli v dětství.

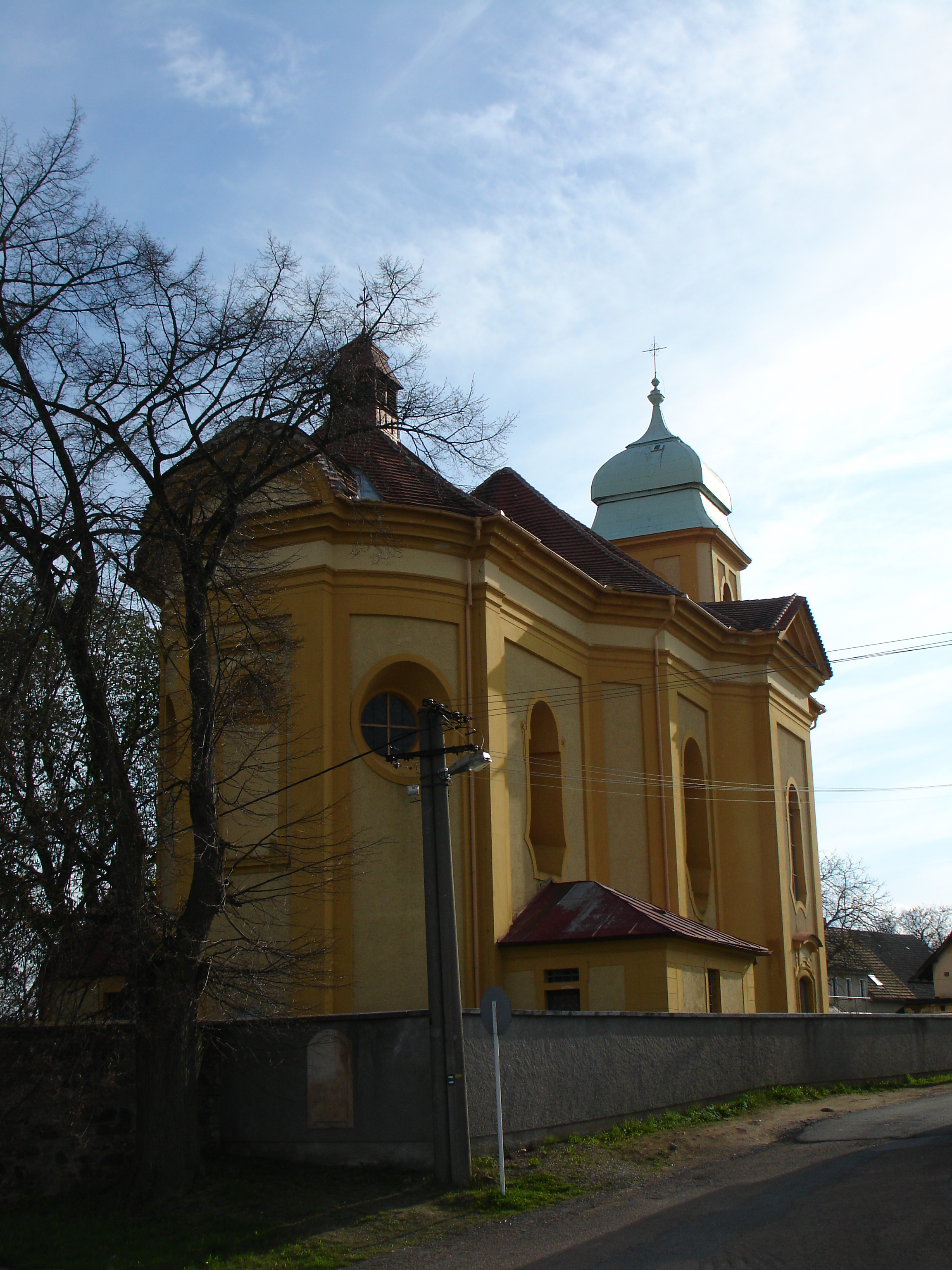
Kostel sv. Martina ve Chválenicích

Chudenická větev Černínů kvůli zadlužení přišla během 17. a 18. století o své majetkové zázemí v západních Čechách (panství Chudenice a Švihov koupila nedrahovická větev), díky podpoře bohatých příbuzných vyrůstal Heřman Jakub v Černínském paláci v Praze a pod patronátem vzdáleného bratrance Františka Josefa Černína mohl absolvovat nákladnou kavalírskou cestu po Evropě. Své putování zahájil v červnu 1725 v Drážďanech, poté pokračoval přes německé země do Lotrinska, přes další německá města se dostal do Belgie a Nizozemska, kde od září 1725 do května 1726 studoval na univerzitě v Leidenu. Po krátkém pobytu v Paříži odcestoval do Itálie, kde pobýval v Miláně a Římě, po krátkých zastávkách v Řezně a Paříži se vrátil do Čech. Díky konexím obdržel v Drážďanech audienci u krále Augusta II., v Lunéville byl hostem lotrinského vévody Leopolda Josefa a v Turíně se seznámil s rodinou sardinského krále Viktora Amadea II. V Bruselu požíval ochrany zastupujícího místodržitele maršála Wiricha Filipa Dauna, v Neapoli si jej vzal na starost místokrál Michal Bedřich z Althanu.
Po návratu z cest byl jmenován císařským komořím a radou apelačního soudu, později dosáhl i titulu tajného rady, na další kariéru pod patronátem nedrahovické větve ale musel rezignovat. Obrovské zadlužení nedrahovických Černínů s přesahem několika desetiletí dosáhlo vrcholu právě za Františka Josefa Černína a po jeho smrti mladší bratr František Antonín přistoupil k rozsáhlému rozprodeji rodového majetku. Hospodářský kolaps vyřadil v polovině 18. století celou rodinu Černínů z nejvyšších sfér veřejného života.
Zemřel v listopadu 1784 ve věku 78 pravděpodobně na zámku v Nebílovech, pohřben byl v kostele sv. Martina ve Chválenicích, k jehož výstavbě sám položil základní kámen.

## Majetkové a rodinné poměry

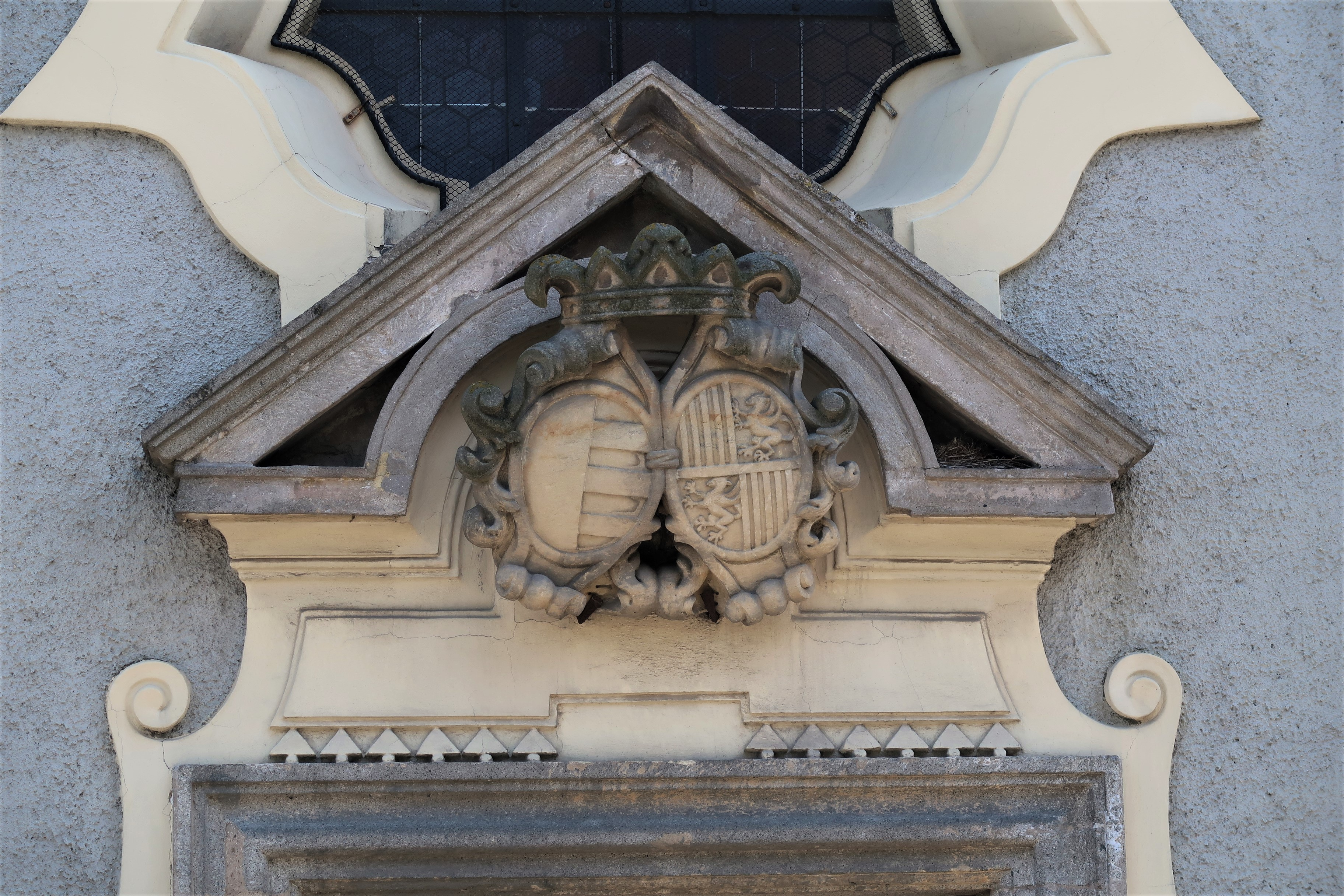
Alianční erb Heřmana Jakuba Černína a jeho manželky Marie Barbory, rozené Schaffgotschové nad vstupem do kostela sv. Vojtěcha ve Šťáhlavech

Heřman Jakub vylepšil své majetkové poměry po předčasném úmrtí Františka Antonína v roce 1739, kdy se stal dědicem panství Šťáhlavy a Nebílovy s padesáti vesnicemi, k tomuto celku patřil také Starý Plzenec a hrad Radyně. Ze správy šťáhlavského panství je dochováno privilegium o zřízení ševcovského cechu ve Šťáhlavech (1769, uloženo ve Státním oblastním archivu v Plzni). Své statky rozšířil v roce 1757 přikoupením panství Chocenice od hrabat Sinzendorfů (transakce byla do zemských desek zapsána až v roce 1764). Zatímco honosný, ale léta neobývaný zámek v Nebílovech Heřman Jakub zcela opomíjel, přistoupil k barokním úpravám zámku ve Šťáhlavech, který se stal jeho sídlem. Byl také donátorem církevních staveb. Ve Chválenicích na šťáhlavském panství nechal v letech 1747–1752 postavit barokní kostel sv. Martina (pravděpodobně projekt Kiliána Ignáce Dientzenhofera), sem také nechal přemístit oltář ze zámecké kaple v Nebílovech.. V samotných Šťáhlavech inicioval v roce 1762 přestavbu kostela sv. Vojtěcha (projekt František Maxmilián Kaňka), až později došlo k přestavbě šťáhlavského zámku.
Byl dvakrát ženatý, a i když patřil k méně významné větvi Černínů, získané dědictví z roku 1739 mu umožnilo sňatky zamířené do nejvyšších společenských kruhů. První sňatek slavil 9. května 1740 v katedrále sv. Víta s hraběnkou Marií Ernestinou ze Šternberka (1718–1747), dcerou prezidenta české komory Františka Leopolda ze Šternberka. Při příležitosti sňatku nechal postavit sloup se sochou sv. Jana Nepomuckého zdobený aliančním černínsko-šternberským erbem v obci Losiná. Pět měsíců po úmrtí první manželky se 1. července 1747 podruhé oženil s hraběnkou Marií Barborou Schaffgotschovou (1725–1789), dcerou českého nejvyššího purkrabího Jana Arnošta Antonína Schaffgotsche. Druhé manželství připomíná erb Černínů a Schaffgotschů nad vstupem do kostela sv. Vojtěcha ve Šťáhlavech. Z prvního manželství měl pět potomků, z nichž tři zemřeli v dětství (všechny děti se narodily v Praze a byly pokřtěny v katedrále sv. Víta). Dcera Marie Antonie (1744–1805) byla manželkou hraběte Františka Antonína Desfourse (1730–1822). Jediný syn Jan Vojtěch (1746–1816) byl později nejvyšším lovčím Českého království a na šťáhlavském panství nechal postavit zámek Kozel.
Heřmanova mladší sestra Marie Terezie (1728–1800) z otcova druhého manželství byla dámou Hvězdového řádu a manželkou hraběte Šebestiána Josefa Künigla (1720–1783), hejtmana Klatovského kraje a významného představitele zednářského hnutí v Čechách. Další sestra Marie Josefa (1730–1768) se provdala za hraběte Petra Víta Morzina (1728–1811), majitele několika panství v západních Čechách.